# Вестерсе-Бос
Вестерсе-Бос (нід. Westerse Bos) — селище в нідерландській провінції Дренте. Входить до муніципалітету Еммен.
Його площа становить 1,13 км², а населення станом на 2021 рік складало 145 осіб.
Перша згадка про населений пункт датується 1850-ми роками.